# Sibil·la d'Armènia
Sibil·la d'Armènia, comtessa de Tripoli i princesa titular d'Antioquia, morta l'any 1290, fou la filla de Hethum I de Barberon i d'Isabel d'Armènia.
Des de diverses generacions, diversos litigis oposaven el regne armeni de Cilícia al principat d'Antioquia. Tot havia començat per la possessió de ciutats que es trobaven sobre la frontera entre els dos països. Lleó II d'Armènia va fer presoner a Bohemon III d'Antioquia, però la ciutat d'Antioquia va refusar entregar-se als armenis. Finalment l'hereu de Bohemon III, Ramon, es va casar amb la neboda de Lleó II. Van tenir un fill, Ramon Rupen d'Antioquia, però Bohemon IV d'Antioquia, comte de Trípoli i fill segon de Bohemon III, va apartar el seu nebot de la successió d'Antioquia. Va seguir una guerra entre l'oncle i el nebot, aquest sostingut per Lleó II. Ramon Rupen va aconseguir el principat però als tres anys Bohemon IV acaba per expulsar-lo definitivament. Bohemon IV va tenir diversos fills entre els quals un anomenat Felip que es va casar amb Isabel d'Armènia, la filla i hereva de Lleó II. Però les seves conviccions religioses el feren detestar als seus nous subdits que finalment es van amotinar. El cap de la noblesa armènia, Hethum de Barberon, va empresonar a Felip i a continuació el va fer matar, i es va casar amb la seva vídua.
El 1250, Lluís IX de França va arribar a Terra Santa i, desitjós de preparar els Estats Llatins d'Orient per a les properes ofensives mameluques, va intentar reconciliar als dos rivals. Aquests van fer la pau i Sibil·le, filla de Hethum i d'Isabel, es va casar amb Bohemon VI d'Antioquia, el net de Bohemon IV i el nebot de Felip.
Van tenir quatre fills :
- Bohemon VII, comte de Trípoli († 1287)
- Isabel
- Lucia, comtessa de Tripoli († 1299)
- Maria († 1280), casada amb Nicolau de Saint-Omer († 1294), senyor de Thèbes, batlle de Morea